# Temporada do Paris Saint-Germain Football Club de 2018–19
O Paris Saint-Germain Football Club, na temporada 2018–19, participou de cinco competições: Ligue 1, Coupe de France, Coupe de la Ligue, Trophée des Champions e UEFA Champions League.

## Uniforme
Fornecedor:
- Nike

Patrocinador Principal:
- Fly Emirates

| 1ª Uniforme | 2ª Uniforme | Europa 1 | Europa 2 |

## Jogadores

### Elenco
Legenda
- : Capitão
- : Jogador Lesionado

### Transferências
Legenda
- : Jogadores emprestados
- : Jogadores que voltam de empréstimo
- : Jogadores livres - chegaram ou saíram sem custo

| Entradas                 |      |                   |                     |       |
| Jogador                  | Pos. | Clube anterior    | Valor               | Ref.  |
| Gianluigi Buffon         | G    | Juventus          | Ruptura de contrato | [ 1 ] |
| Thilo Kehrer             | Z    | Schalke 04        | € 37 milhões        | [ 2 ] |
| Juan Bernat              | LE   | Bayern de Munique | € 5 milhões         | [ 3 ] |
| Eric Maxim Choupo-Moting | A    | Stoke City        | Custo zero          | [ 4 ] |
| Leandro Paredes          | M    | Zenit             | € 40 milhões        | [ 5 ] |

| Saídas                   |      |                     |                     |        |
| Jogador                  | Pos. | Novo clube          | Valor               | Ref.   |
| Thiago Motta             | V    | Sem clube           | Aposentadoria       | [ 6 ]  |
| Hatem Ben Arfa           | M    | Sem clube           | Ruptura de contrato | [ 7 ]  |
| Javier Pastore           | M    | Roma                | € 24,7 milhões      | [ 8 ]  |
| Odsonne Edouard          | A    | Celtic              | € 10,3 milhões      | [ 9 ]  |
| Yuri Berchiche           | LE   | Athletic Bilbao     | € 24 milhões        | [ 10 ] |
| Jonathan Ikoné           | A    | Lille               | € 5 milhões         | [ 11 ] |
| Grzegorz Krychowiak      | V    | Lokomotiv Moscou    | Empréstimo          | [ 12 ] |
| Rémy Descamps            | G    | Clermont Foot       | Empréstimo          | [ 13 ] |
| Gonçalo Guedes           | A    | Valencia            | € 40 milhões        | [ 14 ] |
| Kevin Trapp              | G    | Eintracht Frankfurt | Empréstimo          | [ 15 ] |
| Giovani Lo Celso         | V    | Betis               | Empréstimo          | [ 16 ] |
| Jean-Christophe Bahebeck | A    | Utrecht             | Custo Zero          | [ 17 ] |
| Timothy Weah             | A    | Celtic              | Empréstimo          | [ 18 ] |
| Lassana Diarra           | V    | Sem clube           | Ruptura de contrato |        |

## Estatísticas

### Desempenho da equipe
Atualizado até 01 de fevereiro de 2019

#### Desempenho geral
| Técnico       | J  | V  | E | D | GP | GS | SG  | % |
| ------------- | -- | -- | - | - | -- | -- | --- | - |
| Thomas Tuchel | 31 | 25 | 4 | 2 | 96 | 23 | +73 |   |

#### Como mandante
| Técnico       | J  | V  | E | D | GP | GS | SG  | % |
| ------------- | -- | -- | - | - | -- | -- | --- | - |
| Thomas Tuchel | 16 | 14 | 1 | 1 | 54 | 10 | +44 |   |

#### Como visitante
| Técnico       | J  | V  | E | D | GP | GS | SG  | % |
| ------------- | -- | -- | - | - | -- | -- | --- | - |
| Thomas Tuchel | 14 | 10 | 3 | 1 | 38 | 13 | +25 |   |

### Público
Atualizado até 01 de fevereiro de 2019

#### Maiores públicos
| Nº | Público |  | Placar | Visitante | Data | Competição |
| -- | ------- |  | ------ | --------- | ---- | ---------- |
| 1  |         |  | –      |           |      |            |
| 2  |         |  | –      |           |      |            |
| 3  |         |  | –      |           |      |            |
| 4  |         |  | –      |           |      |            |
| 5  |         |  | –      |           |      |            |
| 6  |         |  | –      |           |      |            |
| 7  |         |  | –      |           |      |            |
| 8  |         |  | –      |           |      |            |
| 9  |         |  | –      |           |      |            |
| 10 |         |  | –      |           |      |            |

#### Média de público
| Ligue 1 | Coupe de France | Coupe de la Ligue | Liga dos Campeões | Média total |
| ------- | --------------- | ----------------- | ----------------- | ----------- |
|         |                 |                   |                   |             |

#### Público total
| Ligue 1 | Coupe de France | Coupe de la Ligue | Liga dos Campeões | Público total |
| ------- | --------------- | ----------------- | ----------------- | ------------- |
|         |                 |                   |                   |               |

* Em parênteses, o número de jogos.

### Artilharia
Atualizado até 20 de março de 2019.
| #   | Jogador                  | Gols | Ligue 1 | Coupe de France | Coupe de la Ligue | Champions League | Trophée des Champions |
| --- | ------------------------ | ---- | ------- | --------------- | ----------------- | ---------------- | --------------------- |
| 1º  | Kylian Mbappé            | 31   | 26      | 1               | 0                 | 4                | 0                     |
| 2º  | Edinson Cavani           | 22   | 17      | 2               | 1                 | 2                | 0                     |
| 3º  | Neymar                   | 20   | 13      | 1               | 1                 | 5                | 0                     |
| 4º  | Ángel Di María           | 16   | 9       | 3               | 0                 | 2                | 2                     |
| 5º  | Thomas Meunier           | 5    | 3       | 1               | 0                 | 1                | 0                     |
| 5º  | Julian Draxler           | 5    | 3       | 2               | 0                 | 0                | 0                     |
| 7º  | Marquinhos               | 4    | 3       | 0               | 0                 | 1                | 0                     |
| 7º  | Christopher Nkunku       | 4    | 3       | 0               | 0                 | 0                | 1                     |
| 7º  | Moussa Diaby             | 4    | 2       | 1               | 1                 | 0                | 0                     |
| 10º | Juan Bernat              | 3    | 0       | 0               | 0                 | 3                | 0                     |
| 11º | Eric Maxim Choupo-Moting | 2    | 2       | 0               | 0                 | 0                | 0                     |
| 11º | Adrien Rabiot            | 2    | 2       | 0               | 0                 | 0                | 0                     |
| 11º | Timothy Weah             | 2    | 1       | 0               | 0                 | 0                | 1                     |
| 14º | Layvin Kurzawa           | 1    | 1       | 0               | 0                 | 0                | 0                     |
| 14º | Presnel Kimpembe         | 1    | 0       | 0               | 0                 | 1                | 0                     |

### Assistências
Atualizado até 02 de fevereiro de 2019.
| #   | Jogador            | Assis. | Ligue 1 | Coupe de France | Coupe de la Ligue | Champions League | Trophée des Champions |
| --- | ------------------ | ------ | ------- | --------------- | ----------------- | ---------------- | --------------------- |
| 1º  | Kylian Mbappé      | 10     | 6       | 0               | 0                 | 4                | 0                     |
| 2º  | Ángel Di María     | 9      | 8       | 0               | 0                 | 1                | 0                     |
| 3º  | Neymar             | 7      | 6       | 0               | 0                 | 1                | 0                     |
| 4º  | Moussa Diaby       | 5      | 5       | 0               | 0                 | 0                | 0                     |
| 5º  | Edinson Cavani     | 4      | 3       | 0               | 0                 | 1                | 0                     |
| 5º  | Julian Draxler     | 4      | 3       | 0               | 0                 | 1                | 0                     |
| 5º  | Thomas Meunier     | 4      | 2       | 0               | 1                 | 1                | 0                     |
| 8º  | Dani Alves         | 2      | 2       | 0               | 0                 | 0                | 0                     |
| 8º  | Stanley Nsoki      | 2      | 0       | 0               | 0                 | 0                | 2                     |
| 10º | Christopher Nkunku | 1      | 1       | 0               | 0                 | 0                | 0                     |
| 10º | Marco Verratti     | 1      | 1       | 0               | 0                 | 0                | 0                     |
| 10º | Presnel Kimpembe   | 1      | 1       | 0               | 0                 | 0                | 0                     |
| 10º | Juan Bernat        | 1      | 1       | 0               | 0                 | 0                | 0                     |
| 10º | Adrien Rabiot      | 1      | 1       | 0               | 0                 | 0                | 0                     |
| 10º | Thiago Silva       | 1      | 1       | 0               | 0                 | 0                | 0                     |
| 10º | Marquinhos         | 1      | 1       | 0               | 0                 | 0                | 0                     |

## Pré-temporada

#### Jogos
Vitória
      Empate
      Derrota
| 11 de julho Amistoso | Paris Saint-Germain | 1 – 0 | Sainte-Geneviève | Saint-Germain-en-Laye, França |  |
| 13:30                | Nkunku 80'          |       |                  | Estádio: Camp des Loges       |  |

| 15 de julho Amistoso | Paris Saint-Germain        | 2 – 4 | FC Chambly                                                    | Saint-Germain-en-Laye, França |  |
| 06:00                | Dagba 64' · Postolachi 68' |       | 5' (pen) Soubervie · 44' Doucouré · 46' Etshimi · 77' Dadoune | Estádio: Camp des Loges       |  |

#### International Champions Cup
| 21 de julho 1ª partida | Bayern de Munique                        | 3 – 1     | Paris Saint-Germain | Klagenfurt, Áustria                                                       |  |
| 16:00                  | Martínez 59' · Sanches 67' · Zirkzee 77' | Relatório | 30' Weah            | Estádio: Wörthersee Stadion Público: 22 300 Árbitro: AUT Alexander Harkam |  |

| 28 de julho 2ª partida | Arsenal                                                     | 5 – 1     | Paris Saint-Germain | Kallang, Singapura                                                 |  |
| 18:30                  | Özil 13' · Lacazette 67', 71' · Holding 87' · Nketiah 90+4' | Relatório | 60' (pen) Nkunku    | Estádio: Estádio Nacional Público: 50 308 Árbitro: SIN Nathan Chan |  |

| 30 de julho 3ª partida | Paris Saint-Germain                      | 3 – 2     | Atlético de Madrid        | Kallang, Singapura                                                                        |  |
| 19:30                  | Nkuku 32' · Diaby 71' · Postolachi 90+2' | Relatório | 75' Mollejo · 29' Bernede | Estádio: Estádio Nacional Público: 50 038 Árbitro: SIN Muhammad Taqi Aljaafari bin Jahari |  |

## Competições

### Trophée des Champions
| 4 de agosto Jogo único | Paris Saint-Germain                         | 4 – 0     | Monaco                  | Shenzhen, China                                                                       |  |
| 13:00                  | Di María 32', 90+2' · Nkunku 39' · Weah 67' | Relatório | 5' Jemerson 90+2' Raggi | Estádio: Shenzhen Universiade Sports Centre Público: 41 237 Árbitro: FRA Ruddy Buquet |  |

### Ligue 1

#### Partidas
Vitória
      Empate
      Derrota
| 12 de agosto 1ª rodada | Paris Saint-Germain                     | 3 – 0     | Caen | Paris                                                                 |  |
| 21:00 CEST (UTC+2)     | Neymar 10' · Rabiot 35' · Weah 89', 89' | Relatório |      | Estádio: Parc des Princes Público: 47 289 Árbitro: FRA Benoît Bastien |  |

| 18 de agosto 2ª rodada | Guingamp | 1 – 3     | Paris Saint-Germain                             | Guingamp                                                                |  |
| 17:00                  | Roux 20' | Relatório | 19' Rabiot · 53' (pen) Neymar · 82', 90' Mbappé | Estádio: Stade de Roudourou Público: 19 003 Árbitro: FRA Clément Turpin |  |

| 25 de agosto 3ª rodada | Paris Saint-Germain                                           | 3 – 1     | Angers            | Paris                                                                     |  |
| 17:00                  | Cavani 12' · Kehrer 21' · Mbappé 52' · Nsoki 63' · Neymar 66' | Relatório | 21' (pen) Mangani | Estádio: Parc des Princes Público: 47 105 Árbitro: FRA Jérôme Miguelgorry |  |

| 1 de setembro 4ª rodada | Nîmes Olympique                                      | 2 – 4     | Paris Saint-Germain                                                                  | Nîmes                                                                    |  |
| 17:30                   | Diallo 3' · Bobichon 63' · Savanier 71' (pen), 90+3' | Relatório | 36', 51' Neymar · 40' Di María · 18', 90+3', 77' Mbappé · 58' Meunier · 90+2' Cavani | Estádio: Stade des Costières Público: 15 311 Árbitro: FRA Jérôme Brisard |  |

| 14 de setembro 5ª rodada | Paris Saint-Germain                                                    | 4 – 0     | Saint-Étienne | Paris                                                                  |  |
| 20:45                    | Draxler 23' · Rabiot 38' · Cavani 51' (pen) · Di María 76' · Diaby 84' | Relatório | 63' Khazri    | Estádio: Parc des Princes Público: 46 549 Árbitro: FRA Frank Schneider |  |

| 23 de setembro 6ª rodada | Rennes                                     | 1 – 3     | Paris Saint-Germain                                                                               | Rennes                                                               |  |
| 15:00                    | Rabiot 11' · Bensebaini 19' · Traoré 90+1' | Relatório | 19' Draxler · 45' Di María · 61' Meunier · 63' Bernat · 76' Rabiot · 83' Eric Maxim Choupo-Moting | Estádio: Roazhon Park Público: 29 205 Árbitro: FRA Hakim Ben El Hadj |  |

| 26 de setembro 7ª rodada | Paris Saint-Germain                             | 4 – 1     | Reims                     | Paris                                                                |  |
| 21:00                    | Cavani 5', 44' · Neymar 24' (pen) · Meunier 55' | Relatório | 2' Chavalerin · 40' Romao | Estádio: Parc des Princes Público: 47 237 Árbitro: FRA Olivier Thual |  |

| 29 de setembro 8ª rodada | Nice                         | 0 – 3     | Paris Saint-Germain                                      | Nice                                                                 |  |
| 17:15                    | Cyprien 45+1', 59' Dante 55' | Relatório | 22', 90+2' Neymar · 46' Nkunku · 67' Mbappé · 87' Bernat | Estádio: Allianz Riviera Público: 33 138 Árbitro: FRA Clément Turpin |  |

| 7 de outubro 9ª rodada | Paris Saint-Germain                                                            | 5 – 0     | Lyon                                 | Paris                                                                 |  |
| 21:00                  | Neymar 9' (pen), 38' · Kimpembe 32' · Verratti 44' · Mbappé 61', 66', 69', 74' | Relatório | 26', 45' Tousart 59' Aouar 64' Morel | Estádio: Parc des Princes Público: 47 443 Árbitro: FRA Antony Gautier |  |

| 20 de outubro 10ª rodada | Paris Saint-Germain                                                | 5 – 0     | Amiens | Paris                                                                |  |
| 17:00                    | Marquinhos 12' · Rabiot 42' · Draxler 80' · Mbappé 82' · Diaby 87' | Relatório |        | Estádio: Parc des Princes Público: 47 497 Árbitro: FRA Mikael Lesage |  |

| 28 de outubro 11ª rodada | Olympique de Marseille                                   | 0 – 2     | Paris Saint-Germain                                    | Marseille                                                            |  |
| 21:00                    | Ocampos 81' Strootman 86' Amavi 90+1' Luiz Gustavo 90+2' | Relatório | 43' Kehrer · 52' Di María · 65' Mbappé · 90+5' Draxler | Estádio: Stade Vélodrome Público: 64 696 Árbitro: FRA Benoît Bastien |  |

| 2 de novembro 12ª rodada | Paris Saint-Germain                                 | 2 – 1     | Lille                                                      | Paris                                                                    |  |
| 20:45                    | Bernat 19' · Verratti 54' · Mbappé 70' · Neymar 84' | Relatório | 1' Ballo-Touré · 46' Mendes · 56' Çelik · 90+3' (pen) Pépé | Estádio: Parc des Princes Público: 47 549 Árbitro: FRA François Letexier |  |

| 11 de novembro 13ª rodada | Monaco | 0 – 4     | Paris Saint-Germain                    | Fontvieille                                                       |  |
| 21:00                     |        | Relatório | 5', 12', 53' Cavani · 64' (pen) Neymar | Estádio: Stade Louis II Público: 12 533 Árbitro: FRA Ruddy Buquet |  |

| 24 de novembro 14ª rodada | Paris Saint-Germain | 1 – 0     | Toulouse | Paris                                                                    |  |
| 17:00                     | Cavani 9'           | Relatório |          | Estádio: Parc des Princes Público: 47 244 Árbitro: FRA Hakim Ben El Hadj |  |

| 2 de dezembro 15ª rodada | Bordeaux                                  | 2 – 2     | Paris Saint-Germain                                 | Bordeaux                                                                |  |
| 21:00                    | Briand 53' · Palencia 63' · Cornelius 84' | Relatório | 32' Kehrer · 34' Neymar · 66' Mbappé · 77' Verratti | Estádio: Matmut Atlantique Público: 40 841 Árbitro: FRA Frank Schneider |  |

| 5 de dezembro 16ª rodada | Strasbourg                                    | 1 – 1     | Paris Saint-Germain                                            | Strasbourg                                                              |  |
| 21:00                    | Lala 40' (pen) · Martinez 61' · Thomasson 75' | Relatório | 30' Draxler · 71' (pen) Cavani · 75' Dani Alves · 88' Verratti | Estádio: Stade de la Meinau Público: 25 702 Árbitro: FRA Antony Gautier |  |

| 20 de fevereiro 17ª rodada | Paris Saint-Germain                                                                                 | 5 – 1     | Montpellier             | Paris                                                                    |  |
| 21:00                      | Kurzawa 13' · Di María 45+1' · Dani Alves 64' · Verratti 67' · Nkunku 73' · Hilton 78' · Mbappé 79' | Relatório | 31' Mollet · 59' Oyongo | Estádio: Parc des Princes Público: 47 198 Árbitro: FRA François Letexier |  |

| 12 de março 18ª rodada | Dijon                | 0 – 4     | Paris Saint-Germain                                                             | Dijon                                                                        |  |
| 19:00                  | Lautoa 49' Keita 69' | Relatório | 7', 37' Marquinhos · 40' Mbappé · 50' Di María · 90+2' Eric Maxim Choupo-Moting | Estádio: Stade Gaston Gérard Público: 15 117 Árbitro: FRA Jérémy Miguelgorry |  |

| 22 de dezembro 19ª rodada | Paris Saint-Germain                              | 1 – 0     | Nantes | Paris                                                             |  |
| 21:00                     | Mbappé 68' · Thiago Silva 88' · Marquinhos 90+4' | Relatório |        | Estádio: Parc des Princes Público: 47 511 Árbitro: FRA Karim Abed |  |

| 12 de janeiro 20ª rodada | Amiens                   | 0 – 3     | Paris Saint-Germain                            | Amiens                                                                  |  |
| 17:00                    | Adénon 39', 66' Blin 56' | Relatório | 57' (pen) Cavani · 70' Mbappé · 79' Marquinhos | Estádio: Stade de la Licorne Público: 11 932 Árbitro: FRA Florent Batta |  |

| 19 de janeiro 21ª rodada | Paris Saint-Germain                                                                       | 9 – 0     | Guingamp | Paris                                                                 |  |
| 17:00                    | Neymar 12', 68' · Mbappé 38', 45', 80' · Cavani 60', 66', 75' · Meunier 83' · Kurzawa 89' | Relatório |          | Estádio: Parc des Princes Público: 47 268 Árbitro: FRA Amaury Delerue |  |

| 27 de janeiro 22ª rodada | Paris Saint-Germain                                           | 4 – 1     | Rennes                      | Paris                                                             |  |
| 21:00                    | Cavani 7', 71' · Di María 60' · Mbappé 66' · Thiago Silva 80' | Relatório | 28', 35' Niang · 62' Traoré | Estádio: Parc des Princes Público: 43 307 Árbitro: FRA Karim Abed |  |

| 3 de fevereiro 23ª rodada | Lyon                                 | 2 – 1     | Paris Saint-Germain                      | Décines-Charpieu                                                             |  |
| 21:00                     | Dembélé 33' · Fekir 49' (pen), 90+1' | Relatório | 7' Di María · 27' Kimpembe · 89' Draxler | Estádio: Parc Olympique Lyonnais Público: 57 624 Árbitro: FRA Clément Turpin |  |

| 9 de fevereiro 24ª rodada | Paris Saint-Germain                                         | 1 – 0     | Bordeaux                               | Paris                                                               |  |
| 17:00                     | Nsoki 10' · Thiago Silva 32' · Cavani 42' (pen) · Diaby 62' | Relatório | 2' Sankharé 18' Kamano 52' De Préville | Estádio: Parc des Princes Público: 47 274 Árbitro: FRA Ruddy Buquet |  |

| 17 de fevereiro 25ª rodada | Saint-Étienne | 0 – 1     | Paris Saint-Germain                                                          | Saint-Étienne                                                                |  |
| 21:00                      | Khazri 41'    | Relatório | 50' Bernat · 59' Dani Alves · 73', 90+5' Mbappé · 90' Areola · 90+4' Kurzawa | Estádio: Stade Geoffroy-Guichard Público: 39 652 Árbitro: FRA Benoît Bastien |  |

| 23 de fevereiro 26ª rodada | Paris Saint-Germain                                            | 3 – 0     | Nîmes | Paris                                                                 |  |
| 17:00                      | Paredes 16' · Nkunku 40' · Mbappé 45+1', 69', 90' · Bernat 72' | Relatório |       | Estádio: Parc des Princes Público: 47 377 Árbitro: FRA Amaury Delerue |  |

| 2 de março 27ª rodada | Caen                         | 1 – 2     | Paris Saint-Germain                    | Caen                                                                          |  |
| 17:00                 | Crivelli 1' · Ninga 56', 56' | Relatório | 59', 87' (pen) Mbappé · 67' Dani Alves | Estádio: Stade Michel d'Ornano Público: 20 076 Árbitro: FRA Hakim Ben El Hadj |  |

| 17 de abril 28ª rodada | Nantes | 3 – 2        | Paris Saint-Germain | Nantes                                      |  |
|                        |        | [ Relatório] |                     | Estádio: Stade de la Beaujoire Árbitro: FRA |  |

| 17 de março 29ª rodada | Paris Saint-Germain                                                                   | 3 – 1     | Olympique de Marseille                                            | Paris                                                                 |  |
| 21:00                  | Thiago Silva 17' · Kurzawa 26' · Mbappé 45+2' · Di María 39', 55', 66' · Kimpembe 58' | Relatório | 29' Kamara · 46' Germain · 58' Ocampos · 62' Mandanda · 89' Sakai | Estádio: Parc des Princes Público: 47 647 Árbitro: FRA Antony Gautier |  |

| 31 de março 30ª rodada | Toulouse | 0 – 1        | Paris Saint-Germain | Toulouse                                |  |
|                        |          | [ Relatório] | Kylian Mbappé 74'   | Estádio: Stadium Municipal Árbitro: FRA |  |

| 6 de abril 31ª rodada | Paris Saint-Germain                             | 2 – 2        | Strasbourg                                | Paris                                  |  |
|                       | Eric Maxim Choupo-Moting 13' · Thilo Kehrer 82' | [ Relatório] | Nuno da Costa 26' · Anthony Gonçalves 38' | Estádio: Parc des Princes Árbitro: FRA |  |

| 14 de abril 32ª rodada | Lille | 5 – 1        | Paris Saint-Germain | Lille                                     |  |
|                        |       | [ Relatório] |                     | Estádio: Stade Pierre-Mauroy Árbitro: FRA |  |

| 21 de abril 33ª rodada | Paris Saint-Germain | 3 – 1        | Monaco | Paris                                  |  |
|                        |                     | [ Relatório] |        | Estádio: Parc des Princes Árbitro: FRA |  |

| 30 de abril 34ª rodada | Montpellier | 3 – 2        | Paris Saint-Germain | Montpellier                              |  |
|                        |             | [ Relatório] |                     | Estádio: Stade de la Mosson Árbitro: FRA |  |

| 4 de maio 35ª rodada | Paris Saint-Germain | 1 – 1        | Nice | Paris                                  |  |
|                      |                     | [ Relatório] |      | Estádio: Parc des Princes Árbitro: FRA |  |

| 11 de maio 36ª rodada | Angers | –            | Paris Saint-Germain | Angers                                   |  |
|                       |        | [ Relatório] |                     | Estádio: Stade Raymond Kopa Árbitro: FRA |  |

| 18 de maio 37ª rodada | Paris Saint-Germain | –            | Dijon | Paris                                  |  |
|                       |                     | [ Relatório] |       | Estádio: Parc des Princes Árbitro: FRA |  |

| 25 de maio 38ª rodada | Reims | –            | Paris Saint-Germain | Reims                                       |  |
|                       |       | [ Relatório] |                     | Estádio: Stade Auguste-Delaune Árbitro: FRA |  |

### Coupe de France
| 6 de janeiro Fase de 64-avos | GSI Pontivy | 0 – 4     | Paris Saint-Germain                                                                                | Lorient                                                               |  |
| 20:45                        | Péru 31'    | Relatório | 24' Jule · 32' Kurzawa · 52', 70' Neymar · 75' Nsoki · 77' (pen) Mbappé · 83' Bernat · 87' Draxler | Estádio: Stade du Moustoir Público: 15 000 Árbitro: FRA William Lavis |  |

| 23 de janeiro Fase de 32-avos | Paris Saint-Germain                        | 2 – 0     | Strasbourg | Paris                                                              |  |
| 21:05                         | Cavani 4', 49' · Di María 80' · Kehrer 86' | Relatório | 28' Aaneba | Estádio: Parc des Princes Público: 46 960 Árbitro: FRA Johan Hamel |  |

| 6 de fevereiro Fase de 16-avos | FC Villefranche          | 0 – 3     | Paris Saint-Germain                          | Décines-Charpieu                                                             |  |
| 18:30                          | Benedick 27' N'Diaye 72' | Relatório | 76', 102' Draxler · 113' Diaby · 119' Cavani | Estádio: Parc Olympique Lyonnais Público: 22 858 Árbitro: FRA Antony Gautier |  |

| 26 de fevereiro Quartas de final | Paris Saint-Germain                           | 3 – 0     | Dijon         | Paris                                                                  |  |
| 21:00                            | Di María 8', 28' · Verratti 43' · Meunier 76' | Relatório | 74' Coulibaly | Estádio: Parc des Princes Público: 43 000 Árbitro: FRA Frank Schneider |  |

| 3 de abril Semifinal | Paris Saint-Germain                                                                          | 3 – 0 | Nantes | Paris                                  |  |
|                      | Marco Verrati 29' · Kylian Mbappé 85' (pen.) · Daniel Alves minutos de jogo\|link=]] 90+2]]' |       |        | Estádio: Parc Des Princes Árbitro: FRA |  |

| 27 de abril Final | Rennes | 2 – 2 (pro.) (6–5 pen.) | Paris Saint-Germain | Saint-Denis                           |  |
| 21:00 (UTC+2)     |        |                         |                     | Estádio: Stade de France Árbitro: FRA |  |

### Coupe de la Ligue
| 18 de dezembro Oitavas de final | US Orléans               | 1 – 2     | Paris Saint-Germain                 | Orléans                                                                    |  |
| 21:00                           | Le Tallec 30' · Lopy 69' | Relatório | 41' Cavani · 81' Diaby · 82' Bernat | Estádio: Stade de la Source Público: 7 812 Árbitro: FRA Jérôme Miguelgorry |  |

| 9 de janeiro Quartas de final | Paris Saint-Germain                               | 1 – 2     | Guingamp                                | Paris                                                                 |  |
| 21:05                         | Neymar 63', 90+5' · Verratti 90+5' · Cavani 90+5' | Relatório | 83' (pen) Ngbakoto · 90+2' (pen) Thuram | Estádio: Parc des Princes Público: 47 576 Árbitro: FRA Benoît Bastien |  |

### Liga dos Campeões da UEFA

#### Fase de grupos
| Pos | Equipe              | Pts | J | V | E | D | GP | GC | SG  |                                  |  | PAR | LIV | NAP | ZVE |
| --- | ------------------- | --- | - | - | - | - | -- | -- | --- | -------------------------------- |  | --- | --- | --- | --- |
| 1   | Paris Saint-Germain | 11  | 6 | 3 | 2 | 1 | 17 | 9  | +8  | Classificado às oitavas de final |  | —   | 2–1 | 2–2 | 6–1 |
| 2   | Liverpool           | 9   | 6 | 3 | 0 | 3 | 9  | 7  | +2  | Classificado às oitavas de final |  | 3–2 | —   | 1–0 | 4–0 |
| 3   | Napoli              | 9   | 6 | 2 | 3 | 1 | 7  | 5  | +2  | Transferido para Liga Europa     |  | 1–1 | 1–0 | —   | 3–1 |
| 4   | Estrela Vermelha    | 4   | 6 | 1 | 1 | 4 | 5  | 17 | −12 | Eliminado                        |  | 1–4 | 2–0 | 0–0 | —   |

1. 1 2  Gols em todas as partidas da fase de grupos: Liverpool 9, Napoli 7.

#### Partidas
Vitória
      Empate
      Derrota
| 18 de setembro 1ª rodada | Liverpool                                                       | 3 – 2     | Paris Saint-Germain             | Liverpool, Inglaterra                                      |  |
| 21:00                    | Van Dijk 27' · Sturridge 30' · Milner 36' (pen) · Firmino 90+2' | Relatório | 40', 45+1' Meunier · 83' Mbappé | Estádio: Anfield Público: 52 478 Árbitro: TUR Cüneyt Çakır |  |

| 3 de outubro 2ª rodada | Paris Saint-Germain                                           | 6 – 1     | Estrela Vermelha                       | Paris, França                                                            |  |
| 18:55                  | Neymar 20', 22', 81' · Cavani 37' · Di María 42' · Mbappé 70' | Relatório | 68' Stojković · 74' Marin · 75' Pavkov | Estádio: Parc des Princes Público: 39 979 Árbitro: POR Artur Soares Dias |  |

| 24 de outubro 3ª rodada | Paris Saint-Germain                                            | 2 – 2     | Napoli                                                                                       | Paris, França                                                       |  |
| 21:00                   | Marquinhos 5' · Mário Rui 61' · Di María 90+3' · Draxler 90+5' | Relatório | 29' Insigne · 9', 77' Mertens · 33' Mário Rui · 81' Callejón · 86' Maksimović · 90+2' Ospina | Estádio: Parc des Princes Público: 46 274 Árbitro: GER Felix Zwayer |  |

| 6 de novembro 4ª rodada | Napoli                           | 1 – 1     | Paris Saint-Germain                                                  | Nápoles, Itália                                                       |  |
| 21:00                   | Fabián 45+3' · Insigne 63' (pen) | Relatório | 29' Mbappé · 32' Kehrer · 45+2' Bernat · 89' Verratti · 90+1' Neymar | Estádio: Estádio San Paolo Público: 55 489 Árbitro: NED Björn Kuipers |  |

| 28 de novembro 5ª rodada | Paris Saint-Germain                           | 2 – 1     | Liverpool | Paris, França                                                           |  |
| 21:00                    | Bernat 13' · Verratti 24' · Neymar 37', 90+4' | Relatório | 17' Wijnaldum · 34' Gomez · 45+1' (pen) Milner · 84' Sturridge · 90+1' Van Dijk · 90+3' Robertson · 90+5' Keïta | Estádio: Parc des Princes Público: 46 880 Árbitro: POL Szymon Marciniak |  |

| 11 de dezembro 6ª rodada | Estrela Vermelha                                            | 1 – 4     | Paris Saint-Germain                                                               | Belgrado, Sérvia                                                              |  |
| 21:00                    | Borjan 10' · Pavkov 28' · Gobeljić 56', 87' · Stojković 78' | Relatório | 10' Cavani · 29' Kehrer · 40' Neymar · 62' Bernat · 74' Marquinhos · 90+2' Mbappé | Estádio: Estádio Estrela Vermelha Público: 48 357 Árbitro: SCO William Collum |  |

#### Fase final

##### Oitavas de final
| 12 de fevereiro Jogo de Ida | Manchester United                                            | 0 – 2     | Paris Saint-Germain                                                        | Manchester, Inglaterra                                            |  |
| 21:00 (UTC+1)               | Pogba 26', 89' Young 30' Lindelöf 50' Herrera 87' Shaw 90+2' | Relatório | 11', 53' Kimpembe · 19' Draxler · 34' Bernat · 60' Mbappé · 62' Dani Alves | Estádio: Old Trafford Público: 74 054 Árbitro: ITA Daniele Orsato |  |

| 6 de março Jogo de Volta | Paris Saint-Germain                     | 1 – 3 (3–3 agr.) | Manchester United                                  | Paris, França                                                        |  |
| 21:00 (UTC+1)            | Bernat 12' · Di María 34' · Paredes 75' | Relatório        | 2', 30' Lukaku · 90+4' (pen) Rashford · 90+9' Shaw | Estádio: Parc des Princes Público: 47 441 Árbitro: SLO Damir Skomina |  |